# Pieczarka najmniejsza
Pieczarka najmniejsza (Agaricus minimus (Ricken) Pilát) – gatunek grzybów z rodziny pieczarkowatych (Agaricaceae).

## Systematyka i nazewnictwo
Pozycja w klasyfikacji według Index Fungorum: Agaricaceae, Agaricales, Agaricomycetidae, Agaricomycetes, Agaricomycotina, Basidiomycota, Fungi.
Po raz pierwszy opisał go w 1912 r. Adalbert Ricken, nadając mu nazwę Psalliota minima. W 1951 r. Albert Pilát przeniósł go do rodzaju Agaricus (pieczarka). Synonimy naukowe:
- Agaricus semotus var. minimus (Ricken) Wasser 1978
- Psalliota minima Ricken 1912[2].

Polską nazwę zaproponował Władysław Wojewoda w 2003 r.

## Występowanie i siedlisko
W Polsce podano tylko 2 stanowiska tego gatunku w rezerwacie przyrody Dębina w Wągrowcu (Maria Lisiewska i Anna Bujakiewicz w 1976, Maria Lisiewska i Połczyńska w 1998). Władysław Wojewoda w swojej pracy „Krytyczna lista wielkoowocnikowych grzybów podstawkowych Polski” w 2003 r. oznaczył ten gatunek pytajnikiem jako gatunek wątpliwy – o niepewnym oznaczeniu lub wątpliwy taksonomicznie.
Pieczarki to naziemne grzyby saprotroficzne.